# يورغن فون هاغن
يورغن فون هاغن (بالألمانية: Jürgen von Hagen)‏ هو اقتصادي ألماني، ولد في 14 ديسمبر 1955 في إزرلون في ألمانيا.